# قوبلا-اوست‌یورت
قوبلا-اوست‌یورت (به ازبکی: Qubla-Ustyurt) یک منطقهٔ مسکونی در ازبکستان است که در قره‌قالپاقستان واقع شده‌است. قوبلا-اوست‌یورت ۵۲۰ نفر جمعیت دارد.